# ماریا برانیاس
ماریا برانیاس (انگلیسی: Maria Branyas; (۴ مارس ۱۹۰۷ – ۱۹ اوت ۲۰۲۴) یک ابر صدساله اسپانیایی زاده آمریکا بود که تا زمان مرگش در سن ۱۱۷ سال و ۱۶۸ روزگی، پیرترین فرد زنده تأیید شده در جهان بود.